# 納豆菌
納豆菌（なっとうきん、学名: Bacillus subtilis var. natto）は、枯草菌の一種である。稲の藁に多く生息し、日本産の稲の藁1本に、ほぼ1000万個の納豆菌が芽胞の状態で付着している。

## 研究

### 納豆菌の発見
最初に日本化学会誌に納豆菌に関する論文を発表したのは、1894年（明治27年）から3年間にわたり農科大学の大学院生だった矢部規矩治である。矢部は、納豆発酵中の化学変化について研究を続け、桿菌1種と球菌3種を発見したが、納豆の粘着物質である糸の生成原因に関しては研究未完に終わり、納豆菌の発見までには至っていなかった。その後、1902年（明治35年）に須田勝三郎らが Bacillus subtilis属菌であるところまで解明したが、発見には至らなかった。
発見されたのは1905年（明治38年）、農学博士の沢村真（澤村眞）によるものであり、納豆菌としてBacillus natto Sawamura （バチルス・ナットー・サワムラ）を分離した。衛生上の観点から、納豆の稲藁容器に疑問を持った沢村は、藁容器と納豆菌を分離する研究を行い、東京で売られていた納豆から、納豆特有の2種類の菌を突き止めた。第一号菌は風味の良い納豆をつくるが、第二号菌は粘りの点は優れても風味では第一号菌に劣るとされた。その後の沢村の研究によって、1912年（明治45年）になって納豆をつくるのは第一号菌だけで良いとし、その菌を「バチルス・ナットー・サワムラ」と名付け、1919年（大正8年）12月10日発行の雑誌『納豆』第一号に発表した。
さらに、納豆が藁に包まれていることを不潔だとして、納豆容器の改良に関心を寄せていた北海道帝国大学農学博士の半澤洵が研究を重ね、1916年（大正5年）に納豆菌の純粋培養に成功した。半澤は、1919年（大正8年）に「納豆容器審査改良会」を設立し、純粋培養法と衛生的で安定した納豆の製造方法「半澤式納豆製造法」を確立した。
それを「大学納豆」と称して売り出し近代納豆の始まりとなる。「大学納豆」をいち早く取り入れてベンチャー企業を起こし、1920年（大正10年）に半澤式納豆製造の産業化を行ったのが宮城野納豆製造所（仙台市）の創設者で後の初代全国納豆協同組合連合会会長の三浦二郎である。以降、納豆菌「宮城野株」は市販の納豆の始祖株となる三大株（宮城野株、高橋株、成瀬株）の内の一つ。

### 菌産生物
代表的な産生物質は、ナットウキナーゼ、ビタミンK2、アミノ酸類（ポリγ-グルタミン酸）。
大豆煮汁廃液やおからを原料に生分解性プラスチックであるポリγ-グルタミン酸を製造する研究が進められているが、商業レベルでの実用化には至っていない。

### 栄養素の合成
納豆菌は、ビタミンK2を生成する。可食部100g中に含まれるビタミンKは、茹で大豆が7μgなのに対し、納豆は600μgである。

### 農業分野への応用
納豆菌と同じBacillus属に属する B. subtilis や B. thuringiensisは生物農薬としての研究が進んでいることから、食用に利用されている納豆菌が生物農薬として利用可能かどうかの研究が行われて、「イチゴの灰色かび病」、「キュウリ褐斑病」、「ジャガイモそうか病」などで有効であるとする報告が行われている。

### その他
港湾空港技術研究所では、納豆菌が芽胞状態ではコンクリートに入れても半永久的に生存する可能性も指摘されているため、コンクリートがひび割れたとき空気中の酸素から二酸化炭素を生み出し炭酸カルシウムを生成する自己治癒コンクリートに使用する研究も行われている。

## 三大株
| 種       |  | 現在の菌種販売会社          | 所在地       | 創業   | 発祥地       |
| -------- |  | --------------------------- | ------------ | ------ | ------------ |
| 宮城野株 |  | 有限会社 宮城野納豆製造所   | 宮城県仙台市 | 1920年 | 宮城県       |
| 高橋株   |  | 有限会社 高橋祐蔵研究所     | 山形県上山市 | 1935年 | 山形県       |
| 成瀬株   |  | 株式会社 成瀬醗酵化学研究所 | 東京都練馬区 | 1946年 | 岩手県盛岡市 |

## 抗菌作用
整腸作用があることでも知られる。抗生物質が見出される以前は、赤痢、腸チフス、病原性大腸菌などの増殖を抑制する作用があることから、腹痛や下痢の治療に用いられていた事がある。この抗菌作用はジピコリン酸による物であることが報告されている。
また、納豆菌には虫歯の原因となるストレプトコッカス・ミュータンスや、歯周病の原因となる菌の働きを抑制する効果があるとの報告がある。

## 特徴
過酷な環境では芽胞を作り、100 ℃の熱水から0 ℃以下の環境、胃酸のような強い酸、真空状態や放射能や紫外線に耐えられ、何十年も芽胞状態で生存できることから最強の菌と呼ばれることもある。繁殖力も強く、1個の菌が条件が良ければ16時間後には40億個に増える。
大きなストレスがかかると変異しやすいという性質を持ち、安定的な品質の納豆を作り出す納豆菌の供給は難しかったが、20世紀初めに細菌学者の半澤洵博士が納豆菌を変異させずに培養する技術を確立した。

## 備考

### 日本における発祥
日本における納豆の発祥は謎で、従来、遅ければ奈良時代に日本に伝来してきたか、早ければ縄文時代には食されていたとされる。中国の雲南省あたりから朝鮮半島を経由して稲作と共に日本で徐々に広まったとする説、日本・インドネシア・ネパールを結ぶ三角地帯に納豆様の大豆発酵食品があることから雲南省から東南アジアを経由して日本に入って来たという説等が有力である。が、近畿大学の牧輝弥教授は日本に飛来する黄砂の中から納豆菌を発見、日本各地に同時多発的に伝来した可能性も指摘している。

### 酒造業と納豆
日本酒の酒造りでの世界では、納豆が忌避されてきた。酒造りの要とされるのが麹造りであるが、納豆菌と麹菌は生育に適した環境が似通っている上に、納豆菌の繁殖力は麹菌よりも強い。納豆菌が麹米に繁殖すると「スベリ麹」と呼ばれる、ヌルヌルした納豆のような麹になってしまう。杜氏や蔵人は日本酒仕込みの時期に納豆は口にすべきではない食べ物であった。また、納豆菌（枯草菌）は食品としての納豆以外からも、乾燥不十分な稲わらのムシロ（かつては酒造工程でさまざまに用いた）を汚染源とする可能性があった。
日本酒は、麹菌をはじめ、酵母菌や乳酸菌といったさまざまな微生物の働きによってつくられるものであり、酒蔵は「非常にデリケートな場所」である。このため納豆菌に限らず、必要な微生物の働きを邪魔する「よけいな微生物」（雑菌）の働きを排除する必要がある（火落ちを生じさせる「火落ち菌」は乳酸菌の一種であるため、蔵人は納豆とともに乳酸発酵食品も避けるという）。さまざまな「よけいな微生物」の中でも、手を洗った程度では落ちず、芽胞という構造があることによって熱湯や石鹸にも耐える納豆菌は脅威であった。
もっとも近年では、酒蔵は納豆菌をはじめとする「よけいな微生物」が繁殖しにくい環境にはなっているとされる。酒蔵の側の要因としては、製造技術の変化（たとえば現代ではより小さく精米するため、雑菌にとっては栄養分が乏しく繁殖しにくなっている）、衛生に関する知識・技術・施設の向上などが挙げられる。また納豆菌の側の要因として、管理された製造工程を持つ現代的な納豆生産に用いられる納豆菌は過去に比べて繁殖力が弱くなっているという。「現代では酒造り中に納豆を食べたとしても、十分に意を払えばまず問題は起こらない」とされているが、禁忌を守ることによって伝統に敬意を払う、願掛け、リスクはゼロではないなどの観点から、複数の酒蔵で「酒造りの期間中には納豆を絶つ」ことを記しており（酒造りの終わった後も、瓶詰め作業のある際には納豆を避ける）、酒蔵見学者に対しても、見学に際して納豆を避けることが要請されている。
なお、納豆菌の研究を初めて行った矢部規矩治は、納豆に次いで日本酒醸造の研究を行い、清酒酵母を発見するなど、日本の酒造業に大きな影響を残した人物である。